# L'Enfant des rêves
L'Enfant des rêves (Batman: Child of Dreams) est un manga dont Batman est le héros, réalisé par Kia Asamiya.

## Synopsis
Une nouvelle drogue ravage Gotham. Grâce à celle-ci, le drogué peut changer d'apparence pendant un jour avant de mourir. L'enquête de Batman le conduit jusqu'au Japon.

## Personnages
- Batman/Bruce Wayne

## Éditions
- 2001 : L'Enfant des rêves 1 (Semic, collection Semic Book).
- 2002 : L'Enfant des rêves 2 (Semic, collection Semic Book).

Il s'agit du premier manga de Batman traduit en français.

### Documentation
- Kara, « Le chauve sourit jaune », BoDoï, no 49,‎ février 2002, p. 88.